# Микола (Урбанович)
Урбанович Микола (14 жовтня 1894, Вижній Березів, Косівський район, Івано-Франківська область — 13 березня 1976, Вінніпег, Канада) — поручник Української галицької армії (УГА) і Армії УНР, архієпископ Соборноправної української автокефальної православної церкви в Вінніпезі.

## Життєпис
Народився 14 жовтня 1894 року в селі Вижній Березів Печеніжинського повіту. Закінчив гімназію в Коломиї. У серпні 1914 року вступив до Легіону січових стрільців, а пізніше служив хорунжим у 7-му полку драгунів австрійської армії. У перші дні листопада 1918 року зголосився до УГА, де був у званні четаря командантом сотні 1-го куреня 7-ї Львівської бригади УГА. 19 квітня 1919 року був тяжко поранений у бою з польськими військами під Любінем Великим.
Під час румунської окупації Покуття він перебував у військовому шпиталі в Коломиї, а після одужання був комендантом станції в Печеніжині, в так званій, «Печеніжинській Республіці», яка проіснувала протягом 3 місяців. Після того як румуни залишили Покуття, він вирушив через Чернівці в Хотині і в м. Кам'янці знову зголосився до лав Української галицької армії. Після катастрофи УГА, служив в Армії УНР у рангу поручника кінного полку ім. Максима Залізняка.
Емігрував до Канади в 1929 році. Був висвячений на священника єпископом Богданом (Шпилькою) у 1938 році, а пізніше був висвячений у єпископи 18 грудня 1949 року Антуаном Джозефом Анідом та Генрі Джозефом Кліфішом із юрисдикції мало відомої церкви (Byzantine Universal (Catholic) and Orthodox Church of the Americas), а в березні 1954 року він приєднався до Соборноправної української автокефальної православної церкви, де служив архієпископом у Вінніпегу.
Помер у Вінніпезі, Канада 13 березня 1976 р.